# Cases Magdalena Baygual
Les Cases Magdalena Baygual és una obra de Sabadell (Vallès Occidental) inclosa a l'Inventari del Patrimoni Arquitectònic de Catalunya.

## Descripció
Edifici entre mitgeres, compost de planta baixa, dues plantes pis i un pati posterior. Està ocupat per quatre habitatges, dos als baixos i dos als pisos, cadascun amb accés independent. La façana és de composició simètrica. Els materials emprats són l'aplacat de pedra i el maó vist.